# Polyosma ilicifolia
Polyosma ilicifolia är en tvåhjärtbladig växtart som beskrevs av Carl Ludwig von Blume. Polyosma ilicifolia ingår i släktet Polyosma och familjen Escalloniaceae. Inga underarter finns listade i Catalogue of Life.